# Энка
Энка (яп. 演歌, от 演 эн «игра, исполнение» и 歌 ка «песня») — жанр японской песни c характерным медленным вибрато кобуси.

## История и особенности жанра
Современная энка появилась в послевоенный период Сёва (1926—1989) на базе жанра японской песни рюкока, при этом отдельные исследователи отмечают также влияние корейских песен. Это был первый жанр, сочетающий японский пентатонический звукоряд и западную гармонику. Лирика энки носит романтическо-сентиментальный характер: сюжет преимущественно построен на воспоминаниях о добрых старых временах, о родном городе (местности), о утраченной любви и т. п.
Ближайшим аналогом в западной музыке исследователи считают жанр кантри-вестерна, отдельные исследователи отмечают также элементы, схожие с афроамериканскими блюзами и спиричуэлсами.
Наиболее известной и почитаемой исполнительницей в данном жанре является Хибари Мисора, которая также известна как «Королева энки» и «Королева Сёва» (по периоду, на который пришлось её творчество).
Самой продаваемой, по данным компании Oricon, является композиция «Онна но мити», которая была продана тиражом более 3,25 миллионов копий, второй идёт «Оёгэ! Тайяки-кун».
В последние десятилетия энка сдаёт позиции по популярности и продажам музыке западного стиля (J-pop). В последнее время популярность среди молодёжи слегка возросла благодаря певцу Киёси Хикаве и раннему соло Юко Накадзавы, участницы группы Morning Musume. Исполнители энки, среди которых больше женщин, чем мужчин, обычно одеты в кимоно или вечерние костюмы.
В энке общепризнанна традиционная японская музыка, исполняемая на синобуэ и сямисэне. Помимо телевидения энку можно услышать во многих ресторанах, питейных заведениях, караоке-барах и кафе.
В 2008 году исполнителем энки впервые стал чернокожий певец Джеро (Джером Чарльз Уайт-младший). В 25 лет он занял место в первой пятёрке своим дебютным синглом «Умиюки». Одетый по-современному в стиле хип-хоп и исполняющий традиционную по стилю музыку, Джеро, по его словам, надеется привлечь к энке внимание молодой аудитории.

## Исполнители энки
- Cheuni (яп. チェウニ)
- Kanjani8 (группа)
- Аки Ясиро
- Акира Кобаяси
- Акира Мита
- Акэми Мидзусава
- Акэми Мисава
- Асами Мори
- Асами Хаяси
- Ацуми Хирохата
- Ая Симадзу
- Аяко Фудзи
- Аяко Ясио
- Ванеса Осиро
- Горо Кагами
- Гэнта Тиба
- Дзёдзи (Джордж Ямамото)
- Дзиро Ацуми
- Дзиро Каммури
- Джеро
- Дзюнко Исихара
- Ёко Масаки
- Ёко Нагаяма
- Ёсё Табата
- Ёсими Тэндо
- Икудзо Ёси
- Итиро Тоба
- Кадзуко Мифунэ
- Кадзуо Тиба
- Кадзуо Фунаки
- Кадзуса Вакаяма
- Кадзуха Ясуда
- Каори Кодзай
- Каори Мидзунори
- Каори Уэсуги
- Кацуки Нана
- Кё Ынсук
- Киёко Суйдзэндзи
- Киёси Маэкава
- Киёси Хикава
- Ким Ёнджа
- Кодзи Цурута
- Комадори Симай
- Котаро Сатоми
- Куми Ивамото
- Кэйко Мацуяма
- Кэйко Фудзи
- Кэ́йсукэ Хама
- Кэндзи Ниинума
- Кэнъити Микава
- Мадока Оиси
- Майко Такигава
- Маки Котоми
- Масако Мори
- Масао Сэн
- Матико Китано
- Мидори Каяма
- Мидори Саса
- Мика Синно
- Мика Татики
- Мития Михаси
- Мицуко Накамура
- Миэко Макимура
- Миюки Каванака
- Миюки Нагаи
- Мияко Оцуки
- Мэйко Кадзи
- Наоми Тиаки
- Нацуко Годай
- Нобуэ Мацубара
- Оидзуми Ицуро
- Осаму Миядзи
- Рётаро Суги
- Рикуо Кадоваки
- Рими Нацукава
- Рэйко Идзухара
- Сабуро Китадзима
- Мая Сакура
- Санаэ Дзёноути
- Саори Хара
- Сатико Кобаяси
- Сатоми Кодзё
- Саюри Исикава
- Сёхэй Нарусэ
- Син Кода
- Синдзи Танимура
- Синобу Отова
- Синъити Мори
- Сиро Мия
- Такао Хориути
- Такаси Хосокава
- Такуя Дзё
- Такэо Фудзисима
- Такэси Китаяма
- Таро Сёдзи
- Тереза Тенг
- Тиёко Симакура
- Тиюки Асами
- Тосими Тагава
- Тосиэ Фудзино
- Тэрухико Сайго
- Тэрухиса Каваками
- Тэцуя Гэн
- Фрэнк Нагаи
- Фумико Утагама
- Фуюми Сакамото
- Харука Ябуки
- Харуми Мияко
- Харуо Минами
- Хатиро Идзава
- Хатиро Касуга
- Хибари Мисора
- Хидэо Мурата
- Хироко Мацумаэ
- Хироко Хаттори
- Хироси Ицуки
- Хироси Кадокава
- Хироси Кано
- Хироси Мидзухара
- Хироси Мория
- Хироси Такэсима
- Хироюки Нисиката
- Хитоми Аясэ
- Хитоми Мацунага
- Цудзуко Сугавара
- Эйго Кавасима
- Эйко Сэгава
- Эйсаку Окава
- Эцуко Симадзу
- Юдзиро Исихара
- Юки Маэда
- Юки Нагахо
- Юки Нисио
- Юкио Хаси
- Юко Маки
- Юко Накадзава
- Юко Ока
- Юри Харада
- Ютака Ямакава

Хитоми Симатани первоначально дебютировала как исполнитель энки с синглом «Осака но онна», но из-за низких продаж через 14 месяцев переключилась на танцевальную и поп-музыку.